# 테리 볼사모
테리 볼사모(Terry Balsamo, 1972년 10월 8일 ~ )는 미국의 기타리스트로, 에바네센스의 일원으로 활동하고 있다.